# Коли настане день
«Коли настане день» — копродуційна стрічка, яка була висунута Сербією на здобуття премії «Оскар» у категорії «Найкращий фільм іноземною мовою», але не потрапила в остаточний список.

## Сюжет
Міша Бранков — професор музики, який насолоджується виходом на пенсію. Одного дня він отримує запрошення приїхати до єврейського музею в Белграді. Йому пояснюють, що було знайдено металеву коробку з документами на місці колишнього концентраційного табору. Виявилось, що справжні батьки Міши євреї, які загинули концтаборі. Крім документів було також знайдено незакінчену партитуру під назвою «Коли настане день» авторства Ісаака Вайса. Міша починає шукати інформацію про себе. Пошуки розкривають невідомі сторінки нацистського табору смерті Саймиште, а завершення музичного твору батька Бранковим встановлює зв'язок між головним героєм і минулим.

## У ролях
| Актор             | Роль          |
| ----------------- | ------------- |
| Мустафа Надаревич | Міша Бранков  |
| Міра Баняц        | Ана Бранков   |
| Зафир Хациманов   | Марко Попович |
| Предраг Ейдус     | Рабин         |
| Раде Коядинович   | Коста Бранков |
| Олга Оданович     | Біженець      |
| Нада Шаргін       | Марія         |
| Небойша Глоговац  | Малиша        |
| Ана Стефанович    | Хана          |
| Мето Йовановски   | Митар         |
| Тома Йованович    | Найфелд       |

## Створення фільму

### Виробництво
Зйомки фільму проходили в Сербії.

### Знімальна група
- Кінорежисер — Горан Паскалєвич
- Сценаристи — Филип Давид, Горан Паскалєвич
- Кінопродюсер — Горан Паскалєвич
- Композитор — Влатко Стефановски
- Кінооператор — Миленко Єремич
- Кіномонтаж — Кристина Позенел
- Художник-постановник — Миленко Єремич
- Художник з костюмів — Марина Вукасович Меденица
- Підбір акторів — Владімир Паскалєвич[3].

## Сприйняття

### Критика
Фільм отримав змішані відгуки. На сайті Rotten Tomatoes оцінка стрічки становить 59 % на основі 25 відгуків від глядачів із середньою оцінкою 3,6/5. Фільму зарахований «розсипаний попкорн» від глядачів, Internet Movie Database — 7,2/10 (613 голосів).

### Номінації та нагороди
| Нагороди та номінації фільму «Коли настане день» | Нагороди та номінації фільму «Коли настане день» | Нагороди та номінації фільму «Коли настане день» | Нагороди та номінації фільму «Коли настане день» | Нагороди та номінації фільму «Коли настане день» | Нагороди та номінації фільму «Коли настане день» |
| Рік                                              | Кінофестиваль/кінопремія                         | Категорія/нагорода                               | Номінант                                         | Результат                                        |                                                  |
| ------------------------------------------------ | ------------------------------------------------ | ------------------------------------------------ | ------------------------------------------------ | ------------------------------------------------ | ------------------------------------------------ |
| 2012                                             | Міжнародний кінофестиваль у Вальядоліді          | «Золотий колос»                                  | Горан Паскалєвич                                 | Номінація                                        |                                                  |
| 2013                                             | Міжнародний кінофестиваль у Клівленді            | Змагання Східної Європи                          | Горан Паскалєвич                                 | Перемога                                         |                                                  |
| 2013                                             | Міжнародний кінофестиваль у Палм-Спрінгз         | Особлива згадка                                  | Горан Паскалєвич                                 | Перемога                                         |                                                  |